# Colm Gilcreest
Colm Gilcreest (* 7. Mai 1974) ist ein irischer Snookerspieler. Zwischen 1994 und 2004 gehörte er insgesamt 7 Jahre als Profi der Main Tour an.

## Karriere
Colm Gilcreest wurde 1993 irischer Amateurmeister und nahm danach ab 1994/95 an den Profiturnieren teil. Bei der UK Championship erreichte er erstmals die Runde der Letzten 128, so wie anschließend auch bei den European Open. Bei der Weltmeisterschaft kam er bis in die Best-of-19-Runden. In der Zweijahreswertung der Weltrangliste kam er damit immerhin auf Platz 267. Allerdings verlief sein zweites Jahr nicht gut, er kam bei keinem der 10 Turniere über die zweite Runde hinaus und konnte sich so kaum verbessern. Die Saison 1996/97 verlief nicht viel besser und zweimal das Erreichen der dritten Runde waren die besten Ergebnisse. Damit stand er 1997 nicht unter den Top 200. Nachdem zur nächsten Saison die Main Tour mit einer Beschränkung der Teilnehmerzahl eingeführt wurde, verlor er seinen Profistatus und musste UK Tour spielen. In den 5 Turnieren schnitt er ganz ordentlich ab und erreichte einmal das Viertelfinale und weitere 2 Male die Runde der Letzten 32.
In der 1998/99 durfte er wieder an den großen Turnieren teilnehmen und schon beim Grand Prix erreichte er zu Beginn erstmals die Runde der Letzten 64. Er besiegte im Turnier Mark Davis, damals Nummer 56 der Weltrangliste, mit 5:0. Bei den Welsh Open und den Scottish Open kam er jeweils unter die Letzten 96 und auch sonst war er recht erfolgreich, so dass er es unter die Top 128 der Welt schaffte. Das genügte allerdings wieder nicht für die Profiturniere der Saison 1999/2000, er nahm jedoch sehr erfolgreich an den beiden für Amateure offenen Turniere teil. Bei der Benson & Hedges Championship besiegte er Marcus Campbell und Dominic Dale, die auf Platz 48 bzw. 19 der Weltrangliste standen, letzteren sogar mit 5:0. Erst im Viertelfinale schied er aus. Und bei der Weltmeisterschaft besiegte er Karl Burrows mit 10:0, Jimmy Michie mit 10:5 und nach einem umkämpften 10:9 gegen Stefan Mazrocis erreichte er die Letzten 48. Durch eine 6:10-Niederlage gegen Billy Snaddon verpasste er als Amateur nur um ein Spiel den Einzug ins Crucible Theatre, wo die Top-32-Spieler das WM-Endturnier austrugen. 2000/2001 konnte er allerdings seine nächste Chance bei den Profiturnieren nicht nutzen. Bei 6 der 8 Turniere verlor er sein Auftaktspiel, bei den übrigen beiden die zweite Partie. Er fiel auf Platz 148 zurück und verlor erneut seinen Profistatus.
Ab 2001 spielte er nicht sehr erfolgreich die Challenge Tour, um sich wieder zu qualifizieren. Trotzdem bekam er für die Saison 2002/03 erneut die Teilnahmeberechtigung an der Main Tour, allerdings durch seine Teilnahme an der WSA Open Tour. Beim LG Cup erreichte er zu Beginn ein weiteres Mal die Letzten 64. Bei den British Open kam er immerhin unter die Letzten 80. Damit wurde er auf Platz 101 der Weltrangliste geführt. Im Jahr darauf erreichte er beim Masters Qualifying Event, der ehemaligen Benson & Hedges Championship, die allerdings nicht für die Rangliste zählte, noch einmal die Letzten 32. Dasselbe gelang ihm wenig später erstmals auch bei einem Ranglistenturnier, seinem Heimturnier dem Irish Masters. Mit Joe Swail besiegte er außerdem einen weiteren Top-32-Spieler. Beim European Open kam er unter die Letzten 64 und drei weitere Male unter die Letzten 96. Mit Platz 84 erreichte er seine beste Weltranglistenplatzierung, jedoch qualifizierten sich nur die Top 64 direkt für die nächste Saison. Er verlor erneut seinen Profistatus und diesmal endgültig.
2004/05 versuchte er zwar die Rückkehr über die Challenge Tour, aber dreimal die Runde der Letzten 32 in vier Turnieren war zu wenig. 2005/06 wurde die Pontin’s International Open Series mit 8 Turnieren als Qualifikationstour eingeführt. Dort gewann er das vierte Turnier gegen Mark Joyce mit 6:3. Beim nächsten Turnier erreichte er das Viertelfinale. In den letzten 3 Turnieren verlor er allerdings jeweils sein erstes Spiel und so kam er in der Gesamtwertung nur auf Platz 9 bei 8 Qualifikationsplätzen. Im Jahr darauf gab es nur ein Viertel- und zwei Achtelfinals und Platz 22 in der Gesamtwertung. Danach gab er die Qualifikationstour auf. 2008 hätte er dennoch mit 34 Jahren fast noch einmal die Main-Tour-Rückkehr geschafft: Bei der Amateurweltmeisterschaft erreichte er das Finale, doch er verlor gegen Thepchaiya Un-Nooh mit 7:11 und der Thailänder bekam dafür einen Platz auf der Profitour. Ab 2010 nahm Gilcreest noch an einzelnen Turnieren der Players Tour Championship teil, ohne aber das Hauptturnier zu erreichen.

## Erfolge
Ranglistenturniere:
- Runde der Letzten 32: Irish Masters (2004)
- Runde der Letzten 48: Weltmeisterschaft (2000)

Andere Profiturniere:
- Viertelfinale: Benson & Hedges Championship (1999)

Qualifikationsturniere:
- Pontin’s International Open Series (2005 – Event 4)

Amateurturniere:
- Irischer Meister (1993)